# Warta Bolesławiecka Zachodnia
Warta Bolesławiecka Zachodnia – zamknięte w 1971 roku i zlikwidowane w 1972 roku: przystanek osobowy i ładownia publiczna w Wartowicach, w gminie Warta Bolesławiecka, w powiecie bolesławieckim, w województwie dolnośląskim, w Polsce. Zostały otwarte w październiku 1907 roku przez BuK.